# Heterothele darcheni
Heterothele darcheni är en spindelart som först beskrevs av Benoit 1966.  Heterothele darcheni ingår i släktet Heterothele och familjen fågelspindlar.
Artens utbredningsområde är Gabon. Inga underarter finns listade i Catalogue of Life.